# Puchar EFAF
Puchar EFAF w futbolu amerykańskim – cykliczne rozgrywki, organizowane w latach 2002–2013 przez Europejską Federację Futbolu Amerykańskiego, w których brały udział zespoły futbolu amerykańskiego, zajmujące czołowe lokaty w narodowych rozgrywkach najwyższego szczebla, z wyłączeniem drużyn biorących udział w Lidze Mistrzów - European Football League.
W 2008 po raz pierwszy w rozgrywkach wystąpiła polska drużyna, The Crew Wrocław. W 2009 polskie drużyny występowały w Pucharze Challenge EFAF. W sezonie 2012 w Pucharze EFAF udział wzięła nowo utworzona drużyna, Giants Wrocław.

## Finały
| Rok  | Zdobywca pucharu        | Finalista             | Wynik |
| ---- | ----------------------- | --------------------- | ----- |
| 2002 | Graz Giants             | Badalona Drags        | 51-12 |
| 2003 | Carlstad Crusaders      | Tirol Raiders         | 28-7  |
| 2004 | Tirol Raiders           | Farnham Knights       | 45-0  |
| 2005 | Marburg Mercenaries     | Elancourt Templiers   | 49-14 |
| 2006 | Graz Giants             | Eidsvoll 1814s        | 37-20 |
| 2007 | Graz Giants             | Hohenems Blue Devils  | 28-26 |
| 2008 | Berlin Adler            | Parma Panthers        | 29-0  |
| 2009 | Praga Panthers          | Thonon Black Panthers | 35-12 |
| 2010 | Calanda Broncos         | Carlstad Crusaders    | 17-3  |
| 2011 | London Blitz            | Kragujevac Wild Boars | 29-7  |
| 2012 | Soelleroed Gold Diggers | Triangle Razorbacks   | 31-21 |
| 2013 | Thonon Black Panthers   | L´Hospitalet Pioners  | 66-6  |